# Nossa Senhora do Rosário (Ribeira Grande)
Nossa Senhora do Rosário és una freguesia (parròquia civil) de Cap Verd. Cobreix la part oriental del municipi de Ribeira Grande, de l'illa de Santo Antão. L'equip de futbol de la parròquia és el Rosariense Clube.

## Subdivisions
La freguesia consta dels següents assentament, i la seva població segons el cens de 2010 era:
- Fajã Domingas Benta
- Lombo Branco
- Lugar de Guene
- Monte Joana
- Pinhão
- Ribeira Grande
- Sinagoga
- Xoxo